# Ballinamore
Ballinamore (irl. Béal an Átha Móir) – miasto w hrabstwie Leitrim w Irlandii, położone przy drodze R202, kilkanaście kilometrów od granicy z Irlandią Północną. W 2011 roku liczba mieszkańców wynosiła 889 osób.